# Me 321 (航空機)
メッサーシュミット Me 321
ハインケル He 111Z ツヴィリングに曳航されるメッサーシュミット Me 321
- 用途：輸送グライダー
- 製造者：メッサーシュミット
- 運用者：ドイツ空軍
- 初飛行：1941年2月25日
- 生産数：150機
- 生産開始：1941年6月

メッサーシュミット Me 321 ギガント（巨人、 Gigant ）は、第二次世界大戦中にドイツで開発された、大型輸送軍用グライダーである。

## 歴史
第二次世界大戦中のイギリス侵攻作戦（アシカ作戦）の準備中、ドイツ空軍の輸送部隊司令部では、主力のユンカース Ju52よりも貨物や兵員の輸送力が大きい大型輸送機が必要なことが明らかになった。
1940年12月にアシカ作戦が棚上げとなりロシア侵攻（バルバロッサ作戦）の計画が始まると、最も経済効率の良い輸送機の運用はグライダーを使用したものであると判断された。それに応じてドイツ空軍の技術局はユンカース社とメッサーシュミット社に対し大搭載量輸送グライダー（Grossraumlastensegler）の緊急開発の要求仕様を出した。仕様では、8.8 cm高射砲と牽引車、又は中戦車を搭載できる能力を要求していた。秘匿名称はプロジェクト・ワルシャワ（Projekt Warschau）と名づけられ、ユンカース社には東ワルシャワ（Warschau-Ost）、メッサーシュミット社には南ワルシャワ（Warschau-Süd）という名称が与えられた。
しかしユンカース社設計のユンカース Ju 322は全木製構造を選択したために成功せず、結果的にメッサーシュミット社設計のMe 263が契約を獲得した。

## 設計
Me 263は、マンネスマン社（Mannesmann）から供給される鋼管をフレームに用い、木製の桁と羽布（doped fabric）張り構造を採用した。これは迅速に製造ができ、必要なときに簡単に補修が可能であり、重量も軽減できた。Me 263はMe 321に改称され、その巨大さからギガント（Gigant）というあだ名を付けられた。
機首部は6 mの高さがあり、内側からしか開けない観音開き式のドアが設けられていた。搭載には車両が自走して乗降できるようランプが使用された。ユンカース Ju52と比較するとMe 321は6倍の広さの貨物室、約100平方メートル（1,100 sq ft）と23トンの積載量を確保していた。貨物室は、列車で運ばれてきたどのような貨物でもMe 321に搭載できるよう、ドイツの鉄道の標準長物車の積載空間を想定して設計されていた。また人員輸送に使用する場合は、120 - 130名の完全装備の兵員を収容できた。
Me 321は投棄可能な降着装置を備えていた。前方のものは2つのメッサーシュミットBf109の尾輪を組み合わせてできており、後方のものは2つのユンカース Ju 90の主車輪で構成されていた。着陸用には展張できる4つのソリを備えていた。
3トンの錘を搭載した試作機のMe 321 V1は、ユンカース Ju 90に曳航されて1941年2月25日に初飛行した。テストパイロットはメッサーシュミット社のカール・バウアー（Karl Baur）である。
バウアーの、操縦系統が重く反応が緩慢であるという報告により、副操縦士と通信士用にコックピットを拡大し複式操縦装置を備えることが決まった。巨大な翼のフラップを操作する補助動力として、電気サーボモーターも取り付けられ、その後のテストで制動用パラシュートも追加された。
曳航機のJu 90が非力なためにテスト飛行での離陸が困難であることから一時的に3機のメッサーシュミット Bf110重戦闘機がトロイカシュレップ（Troikaschlepp）（トロイカ曳航）と呼ばれる形で使用された。これは非常に危険な飛行であり、エルンスト・ウーデットはエルンスト・ハインケルにより良い曳航方法を要求した。ハインケルはハインケル He 111Z Zwilling（ツヴィリン、最後のgは発音しない）（双子）を製造してこれに応えた。He 111Zは2機のHe 111を繋げて中央に5番目のエンジンを追加したものであった。不整地からの離陸にはRATO（離陸補助ロケット）装置が使用された。

## 運用の歴史
最初のMe 321A－1の生産機は、1941年5月にライプハイム（Leipheim）の大型輸送グライダー（Grossraumlastensegler） 321部隊に就役し、当初はJu 90に、後にHe 111Zとトロイカシュレップの3機のBf 110をもって曳航された。後のMe 321B-1は搭乗員が3名で4丁の7.9mm MG 15 機関銃で武装していた。
Me 321は幾つかの理由で東部戦線の運用では成功しなかった。
- 動力飛行のできないグライダーであり、Me 321は混み合った着陸経路で2度目、3度目の着陸進入ができなかった。
- 専用の牽引車無しでは地上での移動ができなかった。
- He 111Z ツヴィリンが導入される以前の、危険なトロイカシュレップでの曳航では、片道僅か400 kmの航続距離しかなく、これは安全な運用地域というには不十分な距離であった[4]。

1942年春にMe 321の残存機はヘラクレス作戦（Operation Herkules）の計画に伴い、マルタへの侵攻作戦で使用するためにロシアから引き揚げられた。ヘラクレス作戦では曳航機にHe 111Zが使用される予定であったが機数が足らず、計画は破棄された。
1943年にMe 321はスターリングラードで包囲されたパウルス将軍の部隊を救援するためにロシアへ戻されたが、前線に到着した時点では利用可能な飛行場は残っておらずMe 321はドイツへ回送された。
スターリングラードでの作戦がキャンセルされた後、Me 321はモスボールにされるかスクラップにされた。数機はエンジン付のメッサーシュミット Me 323に改装された。更に計画された作戦では残ったMe 321で兵員をシシリー島へ投入しようとしたが適当な着陸地点が不足していたことから計画は破棄された。
最終的に約150機のMe 321が生産された。6基の895 kWのエンジンを搭載した派生型のMe 323もあった。これは第二次世界大戦中で最大の陸上機であった。

## 派生型
- Me 321A-1 :
- Me 321B-1 : 搭乗員が3名で4丁の7.9mm MG 15 機関銃で武装

## 要目
（Me 321）
- 乗員：2名
- 積載量：兵員 130名
- 全長：28.15 m (92 ft 4 in)
- 全幅：55 m (180 ft 5 in)
- 全高：10.15 m (33 ft 4 in)
- 空虚重量：12,400 kg (27,300 lb)
- 全備重量：34,400 kg (75,800 lb)
- 最大速度：160 km/h (100 mph) 曳航時
- 上昇率：2.5 m/s (490 ft/min)  3機のメッサーシュミットBf 110で曳航時
- 武装：
  - 4 × MG 15 機関銃